# Offo

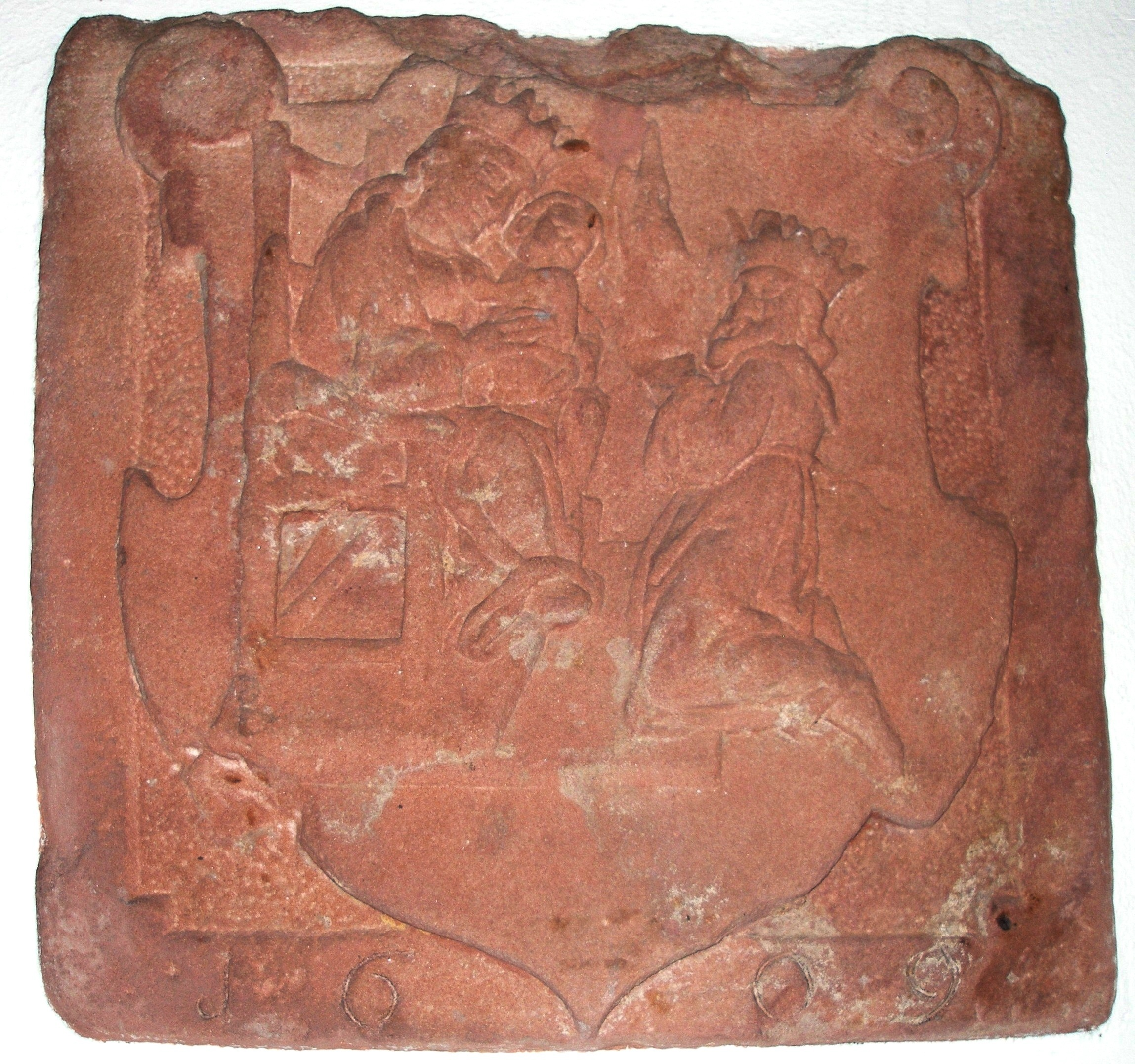
Konventswappen des Klosters Schuttern (1609); kniender Offo mit Königskrone, der der thronenden Maria mit Kind eine Kirche darbietet.

Offo, auch Uffo, (um 600) war angelsächsischer Mönch und Klostergründer. Er soll im Jahre 603 mit Hilfe des Bischofs Arbogast von Straßburg das Klosters Schuttern (Offonis cella) auf Königsgut gegründet haben. Paul Volz schreibt ihm zudem die Gründung von Offenburg (Offonis pyrgum) und Iffezheim (Uffinsheim) zu.
In einem Siegel des Klosters Schuttern aus dem Jahr 1355 wird König Offo als Gründer genannt (REX OFFO FVNDATOR IBIDEM).
Der Humanist und Theologe Paul Volz (1480–1544) spricht in der Schutterner Klosterchronik aus dem 16. Jahrhundert von einem Offo rex Angliae, einem König von England als dem Gründer der Zelle. Außerdem befinde sich im Kirchenraum eine tumba offonis, das Grab Offos mit einer Grabplatte.
Offo gilt regional als Volksheiliger. Am 14. Januar feiert man in Schuttern den Offotag im Gedenken an den legendären Klostergründer. Noch um 1700 wurde der Tag mit einer Armenspeisung begangen, bei der bis zu 1000 Almosenempfänger aus der Region nach Schuttern pilgerten, in Notzeiten entsprechend mehr. Auch die Lokalprominenz wurde zum Festtag geladen.
Offo wird gelegentlich mit Offa von Essex gleichgesetzt.